# Montagne del Giappone
Le montagne in Giappone rappresentano il 75% della totalità del territorio del paese, mentre le poche pianure presenti e i bacini intermontani. coprono solo il 25% circa.
Una lunga catena di montagne scorre nel mezzo dell'arcipelago, dividendolo in due metà, una che si affaccia sull'Oceano Pacifico e un'altra sul Mar del Giappone. Sul lato del Pacifico si trovano montagne ripide che vanno da 1500 a 3000 metri di altezza, con profonde vallate e gole. Il Giappone centrale è invece caratterizzato dalla convergenza di tre catene montuose – i monti Hida, Kiso e Akaishi – che formano le Alpi giapponesi, le cui cime superano in molti casi i 3.000 metri. La cima più alta delle Alpi giapponesi è il monte Kita, di 3.192 metri.
La montagna più alta del paese è il Fuji, un vulcano in fase di quiescenza dal 1707 che sorge a 3.776 metri sul livello del mare nella prefettura di Shizuoka. Sul lato del Mar del Giappone ci sono numerosi altipiani e colline, con altitudini che vanno dai 500 ai 1.500 metri.
La presente lista di montagne presenta i venti monti più alti del Giappone, oltre ad altre vette principali, divise in base alla prefettura e all'isola di appartenenza.

## Montagne principali
| Ordine | Foto | Nome in italiano | Nome in giapponese | Altezza in m | Prefettura o isola | Gruppo montuoso |
| ------ | ---- | ---------------- | ------------------ | ------------ | ------------------ | --------------- |
| 1      |      | Fuji (vulcano)   | 富士山             | 3776         | Shizuoka Yamanashi | –               |
| 2      |      | Monte Kita       | 北岳               | 3193         | Yamanashi          | Monti Akaishi   |
| 3      |      | Monte Hotaka     | 穂高岳             | 3190         | Gifu Nagano        | Monti Hida      |
| 4      |      | Monte Aino       | 間ノ岳             | 3189         | Shizuoka Yamanashi | Monti Akaishi   |
| 5      |      | Monte Yariga     | 槍ヶ岳             | 3180         | Gifu Nagano        | Monti Hida      |
| 6      |      | Monte Warusawa   | 荒川岳             | 3141         | Shizuoka           | Monti Akaishi   |
| 7      |      | Monte Akaishi    | 赤石岳             | 3120         | Nagano Shizuoka    | Monti Akaishi   |
| 8      |      | Monte Ontake     | 御嶽山 (長野県)    | 3067         | Gifu Nagano        | –               |
| 9      |      | Monte Shiomi     | 塩見岳             | 3047         | Nagano Yamanashi   | Monti Akaishi   |
| 10     |      | Monte Senjōga    | 仙丈ヶ岳           | 3033         | Nagano Yamanashi   | Monti Akaishi   |
| 11     |      | Monte Norikura   | 乗鞍岳             | 3026         | Gifu Nagano        | Monti Hida      |
| 12     |      | Monte Tate       | 立山               | 3015         | Toyama             | Monti Hida      |
| 13     |      | Monte Hijiri     | 聖岳               | 3013         | Nagano Shitzuoka   | Monti Akaishi   |
| 14     |      | Monte Tsurugi    | 剱岳               | 2999         | Toyama             | Monti Hida      |
| 15     |      | Monte Kuro       | 水晶岳             | 2986         | Toyama             | Monti Hida      |
| 16     |      | Monte Kaikomo    | 甲斐駒ヶ岳         | 2967         | Nagano Yamanashi   | Monti Akaishi   |
| 17     |      | Monte Kisokoma   | 木曽駒ヶ岳         | 2956         | Nagano             | Monti Kiso      |
| 18     |      | Monte Shironuma  | 白馬岳             | 2932         | Nagano Toyama      | Monti Hida      |
| 19     |      | Monte Yakushi    | 薬師岳             | 2926         | Toyama             | Monti Hida      |
| 20     |      | Monte Washiba    | 鷲羽岳             | 2924         | Toyama Nagano      | Monti Hida      |

## Altre montagne importanti
| Foto | Nome in italiano         | Nome in giapponese | Altezza in m | Prefettura o isola | Gruppo montuoso       |
| ---- | ------------------------ | ------------------ | ------------ | ------------------ | --------------------- |
|      | Monte Rausu (vulcano)    | 羅臼岳             | 1660         | Hokkaidō           | Penisola di Shiretoko |
|      | Monte Meakan (vulcano)   | 雌阿寒岳           | 1499         | Hokkaidō           |                       |
|      | Monte Daisetsu (vulcano) | 大雪山             | 2291         | Hokkaidō           | Monti Ishikari        |
|      | Monte Usu (vulcano)      | 有珠山             | 731          | Hokkaidō           |                       |
|      | Monte Osore              | 恐山               | 879          | Aomori             |                       |
|      | Monte Iwaki (vulcano)    | 岩木山             | 1625         | Aomori             | – (Tsugaru-Ebene)     |
|      | Monte Iwate              | 岩手山             | 2041         | Iwate              | Ōu                    |
|      | Dewa Sanzan              | 月山               | 1984         | Yamagata           | Dewa                  |
|      | Monte Haguro (vulcano)   | 羽黒山 (山形県)    | 414          | Yamagata           | Dewa                  |
|      | Monte Mitake             | 御岳山 (東京都)    | 929          | Tokyo              | Okutama               |
|      | Monte Takao              | 高尾山             | 599          | Tokyo              | Kantō                 |
|      | Monte Aka                | 赤岳 (八ヶ岳山系)  | 2899         | Nagano Yamanashi   | Yatsugatake           |
|      | Chasuyama                | 茶臼山             | 1415         | Aichi Nagano       | Okumikawa             |
|      | Monte Haku (vulcano)     | 白山               | 2702         | Gifu Ishikawa      | Monti Ryōhaku         |
|      | Monte Nosaka             | 野坂岳             | 914          | Fukui              | Nosaka                |
|      | Monte Hiei               | 比叡山             | 848          | Shiga Kyoto        |                       |
|      | Monte Rokkō              | 六甲山             | 931          | Hyōgo              | Monti Rokkō           |
|      | Monte Daisen             | 大山 (鳥取県)      | 1729         | Tottori            | Monti Daisen          |
|      | Monte Ishizuchi          | 石鎚山             | 1982         | Shikoku Ehime      | Shikoku               |
|      | Monte Aso (vulcano)      | 阿蘇山             | 1592         | Kyūshū Kumamoto    | –                     |
|      | Monte Kujū               | 九重山             | 1791         | Kyūshū Ōita        | Aso Kujū              |
|      | Monte Miyanoura          | 宮之浦岳           | 1935         | Kagoshima          | Yaku-shima            |